# Notomatachia hirsuta
Notomatachia hirsuta är en spindelart som först beskrevs av Marples 1962.  Notomatachia hirsuta ingår i släktet Notomatachia och familjen Desidae. Inga underarter finns listade i Catalogue of Life.